# Макензи
Макензи (енгл. Mackenzie, фр. fleuve Mackenzie) је најдужа река у Канади и други речни систем по величини у Северној Америци (после Мисисипи-Мисури). Макензи је дугачак 4.241 km, а површина слива 1.760.000 km². Макензи истиче из Великог ропског језера.  Изнад језера она носи назив Ропска река и настаје спајањем река Пис и Атабаска. Река Макензи се преко делте улива преко Залива Макензи у Бофорово море. Терен око ушћа је станиште за многе водене птице, између осталих за снежну гуску и лабуда.
Главне притоке су Лијард (Liard), Пил (Peel) и Велика Медвеђа река. У речном басену налазе се: Атабаска, Велико ропско језеро и Велико Медвеђе језеро. Река је пловна преко 3.200 km у периоду од маја до септембра, док је зими покривена дебелим слојем леда. Макензи протиче кроз провинцију Алберта и Северозападну Територију. Река је име добила по истраживачу сер Александру Макензију (1764—1820) који ју је открио 1789.
Река Макензи протиче кроз огромну, слабо насељену област шума и тундре у потпуности унутар Северозападних територија у Канади, иако њене бројне притоке сежу до пет других канадских провинција и територија. Главни ток реке је дугачак 1.738 km (1.080 mi), тече северо-северозападно од Великог ропског језера у Арктички океан, где формира велику делту на свом ушћу. Макензијеви обимни сливови дренирају око 20 процената Канаде. Макензи је највећа река која утиче у Арктик из Северне Америке, а укључујући њене притоке има укупну дужину од 4.241 km (2.635 mi), што је чини тринаестим најдужим речним системом на свету.

## Географија

### Горњи ток
Кроз своје бројне притоке, слив реке Макензи покрива делове пет канадских провинција и територија – Британску Колумбију (BC), Алберту, Саскачеван, Јукон и Северозападне територије. Језеро Татејд, у северној унутрашњости BC, је ултиматни извор реке Макензи преко система река Финлеј-Пис, који се протеже 1.923 km (1.195 mi) кроз BC и Алберту. Река Атабаска дуга 1.231 km (765 mi) извире јужније, у Националном парку Џаспер у југозападној Алберти. Заједно, реке Пис и Атабаска одводе значајан део источне падине Стеновитих планина и централне прерије Алберте. Пис доприноси већим делом воде, са око 66 km3 (54 милиона акр-стопа) годишње, а Атабаска доприноси са 25 km3 (20 милиона акр-стопа).
Пис и Атабаска се састају у делти Пис-Атабаска, огромној унутрашњој делти на западном крају језера Атабаска, која такође прихвата отоке из северне трећине Саскачевана. Река Слејв настаје ушћем две реке и тече 415 km (258 mi) на север у Велико ропско језеро, код Форт Резолушона, Северозападне територије. Слејве је далеко највећа река која се улива у језеро, са годишњим протоком од 108 km3 (87 милиона акр-стопа). Она доприноси са око 77% укупног прилива, и формира велику делту при улазу у језеро. Остале реке које улазе у Велико ропско језеро су реке Талцон, Локхарт и Хеј, од којих се последња такође протеже у Алберту и BC.

### Главни ток
Река Макензи извире са западног краја Великог ропског језера, око 150 km (93 mi) југозападно од Јелоунајфа. Канал је у почетку широк неколико километара, али се сужава на око 800 m (2.600 ft) у Форт Провиденсу, који је историјски током лета био важан трајектни прелаз, а зими се користио као ледени мост за саобраћај дуж аутопута Јелоунајф. Године 2012, мост Дех Чо је завршен на тачки око 10 km (6,2 mi) узводно, пружајући сигурнији стални прелаз. То је једини мост преко главног тока Макензија. Западно од Форт Провиденса Макензи се знатно шири, и више личи на плитко, мочварно језеро него на реку; једно велико проширење овде је познато као Милс језеро.
Након што се креће ка западу око 100 km (62 mi), Макензи се сужава и скреће на северозапад кроз дугачак део брзе воде и брзака, поред села реке Жан Мари. Код Форт Симпсона реци се са запада придружује река Лијард, њена највећа директна притока. Лијард исушује велико подручје у јужном Јукону и северном делу Британске Колумбије и носи велику количину седимента током летњег топљења, који се не меша у потпуности са чистом водом у Мекензију скоро 500 km (310 mi) низводно, са насталим феноменом бистре струје на источној обали и мутне воде на западној обали.
Око 30 km (19 mi) северозападно од Цијигехцика налази се тачка раздвајања, почетак огромне делте реке Макензи, чији се разгранати канали, баре и мочваре простиру на више од 12.000 km2 (4.600 sq mi) обалске равнице. Делта је дуга скоро 210 km (130 mi) од севера до југа, а ширина се креће од 50 до 80 km (31 до 50 миља). То је друга највећа делта Арктика на свету, после делте реке Лене у Русији. Већина земљишта у делти Мекензи се састоји од пермафроста, са великим дубинама до стеновитог тла. Карактеристично својство делте су њени бројни пингоси, или брда земљаног леда – њих око 1.400. Река Пил, која носи већи део отицаја из северног Јукона, придружује се делти на месту североисточно од Форт Макферсона. Након тога, Макензи се разилази у неколико великих канала од којих највећи иде правцем север-североисток, и улива се у Бофортово море западно од Туктојактука.

### Дренажни басен
Са 1.805.000 km2 (697.000 sq mi), слив реке Макензи обухвата скоро 20 процената Канаде. Око 980.000 km2 (380.000 sq mi), или 54 процента слива, лежи изнад Великог ропског језера. Пермафрост покрива око три четвртине слива, достижући и до 100 m (330 ft) дубине у делти Мекензија. У целини, Макензи басен прима само оскудне до умерене падавине, у просеку 410 mm (16 in) по целом басену, иако планинска подручја имају много веће количине падавина, а области близу и северно од Арктичког круга добијају много мање падавина.
Дренажни басен Макензи се граничи са више великих северноамеричких сливова. Већи део западне ивице Макензи басена пролази дуж континенталног развођа. Подела раздваја слив Макензи од слива реке Јукон, која тече до Беринговог мореуза; и система реке Фрејзер и реке Колумбија, који се оба изливају у Тихи океан. Низијске поделе на северу одвајају басен Мекензи од слива Арктичког океана река Андерсон, Хортон, Копермин и Бак. На истоку, Макензи се граничи са сливовима река Телон и Черчил у заливу Хадсон, а на југу се граничи са системом река Саскачеван–Нелсон, који се такође улива у Хадсонов залив. Макензијев систем је хидролошки повезан са сливовима Хадсоновог залива преко језера Воластон, које није само извор притоке Фонд ду Лак језера Атабаска, већ и реке Кокрејн, која се улива на исток у реку Черчил.
У источном делу Макензи басена доминирају огромни делови бореалних шума са језерима и обухватају многа од највећих језера у Северној Америци. По запремини и по површини, Велико медведје језеро је највеће у сливу и треће по величини на континенту, са површином од 31.153 km2 (12.028 sq mi) и запремином од 2.236 km3 (536 cu mi). Велико ропско језеро је нешто мање, са површином од 28.568 km2 (11.030 sq mi) и садржи 2.088 km3 (501 cu mi) воде, иако је знатно дубље од Великог медведа. Треће велико језеро, Атабаска, је мање од трећине те величине са површином од 7.800 km2 (3.000 sq mi). Шест других језера у сливном делу покривају више од 1.000 km2 (390 sq mi), укључујући резервоар Вилистон, друго по величини вештачко језеро у Северној Америци, на реци Пис.